# Chloroscombrus chrysurus
Espèce
Statut de conservation UICN

 LC  : Préoccupation mineure
Chloroscombrus chrysurus est une espèce de poissons marins et estuariens de la famille des Carangidae.

## Description
« Corps ovale avec profil ventral plus convexe que dorsal, profond et très comprimé. Museau court et émoussé ; œil petit (diamètre contenu 3,0 à 3,4 fois dans une tête courte), avec une légère paupière adipeuse. Bouche petite et oblique ; la mâchoire supérieure s'étend presque jusqu'au-dessous du bord antérieur de l'œil.
Dents en bandes étroites sur les mâchoires (se regroupant en deux rangées irrégulières sur les côtés de la mâchoire inférieure). Les branchiospines sont au nombre de 9 à 12 pour la partie supérieure et de 30 à 37 pour la partie inférieure. Deux nageoires dorsales à peine séparées, la première avec 8 épines, la seconde avec une épine et 25 à 28 rayons mous ; nageoire anale avec deux épines suivies d'une épine et 25 à 28 rayons mous ; lobes des nageoires dorsale et anale légèrement allongés (le lobe dorsal contient environ 6,9 à 8,7 fois la longueur de la fourche) ; lobe supérieur de la nageoire caudale allongé (environ 1,2 fois plus long que le lobe inférieur). Écailles petites et cycloïdes (lisses au toucher) ; poitrine entièrement écailleuse ; ligne latérale avec un arc antérieur fort et court, partie postérieure (droite) avec environ 6 à 12 scutelles faibles, principalement sur le pédoncule caudal. Vertèbres 10 précaudales et 14 caudales ; pas d'hyperostose. Couleur : corps et tête sombres sur le dessus (bleu métallique) et argentés sur les côtés et le ventre ; une tache noire en forme de selle sur la partie supérieure du pédoncule caudal. »

— Librement traduit d'après Smith-Vaniz, W.F.

## Répartition

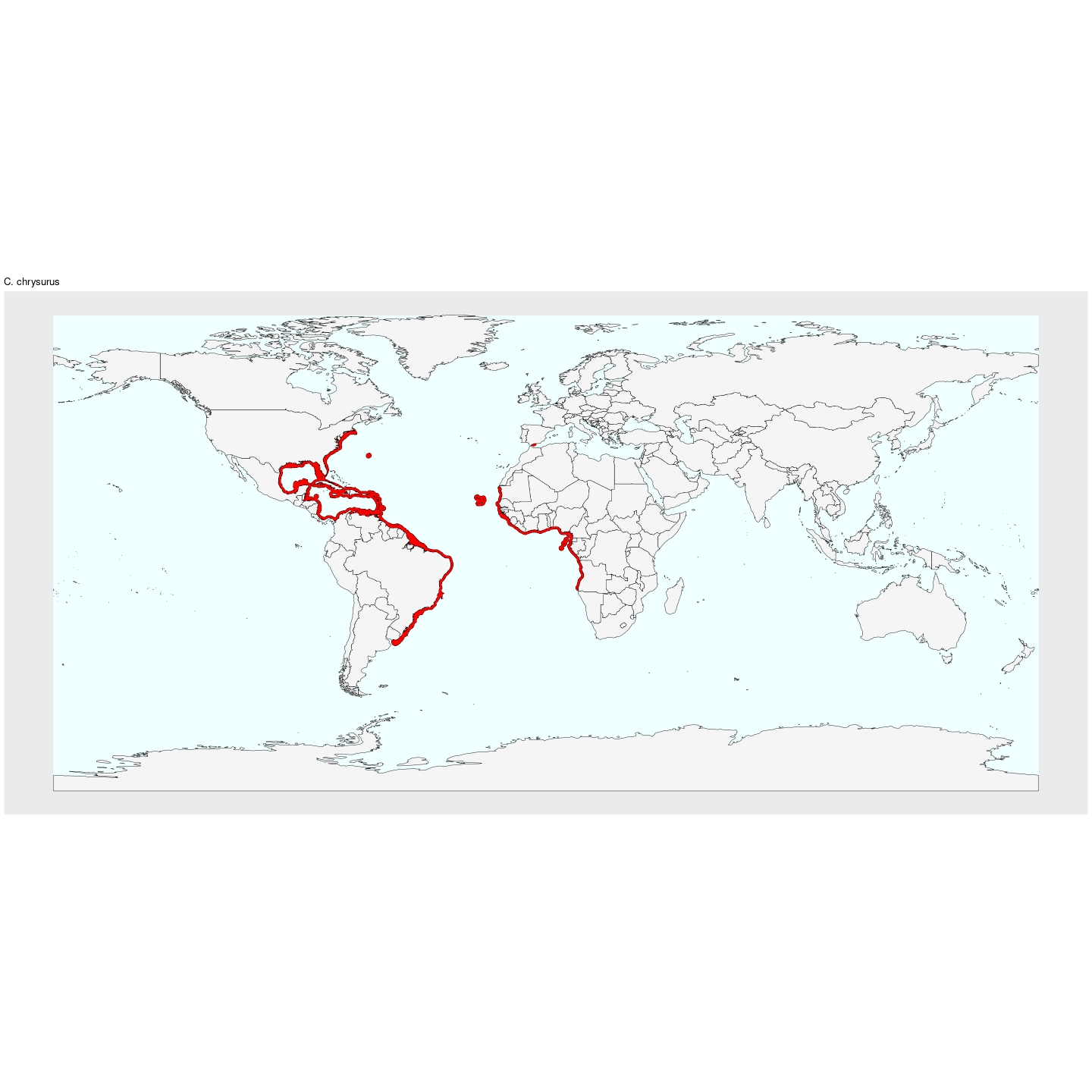
Aire de répartition de C. chrysurus d'après l'UICN (2024).

Chloroscombrus chrysurus est largement répandu dans l'océan Atlantique (voir figure). Dans l'Atlantique Ouest, il est connu du Massachusetts au sud le long de la côte américaine, des Bermudes, dans tout le golfe du Mexique et la mer des Caraïbes (à l'exception des îles Caïmans), et le long de la côte sud-américaine jusqu'à l'Uruguay. Dans l'Atlantique Est, il est connu de la Mauritanie à l'Angola, y compris les îles du Cap-Vert. Il existe au moins un signalement (1997) en Méditerranée.
L'espèce est généralement observée aux profondeurs comprises entre 0 et 110 m.
Ce taxon se rencontre dans les pays suivants : Angola, Anguilla, Antigua-et-Barbuda, Argentine, Aruba, Bahamas, Barbade, Belize, Bermudes, Brésil, Bénin, Cameroun, Cap-Vert, Colombie, Costa Rica, Cuba, Curaçao, Côte d'Ivoire, Dominique, Espagne, États-Unis, Gabon, Gambie, Ghana, Gibraltar, Grenade, Guadeloupe, Guatemala, Guinée équatoriale, Guinée-Bissau, Guinée, Guyana, Guyane, Haïti, Honduras, Îles Caïmans, Îles Turques-et-Caïques, Îles Vierges britanniques, Îles Vierges des États-Unis, Jamaïque, Liberia, Maroc, Martinique, Mauritanie, Mexique, Montserrat, Nicaragua, Nigeria, Panama, Pays-Bas caribéens, Porto Rico, République arabe sahraouie démocratique, République dominicaine, République du Congo, République démocratique du Congo, Saint-Barthélemy, Saint-Christophe-et-Niévès, Saint-Martin, Saint-Martin, Saint-Vincent-et-les-Grenadines, Sainte-Lucie, Sao Tomé-et-Principe, Sierra Leone, Suriname, Sénégal, Togo, Trinité-et-Tobago, Uruguay et Venezuela.

## Systématique
Le nom valide complet (avec auteur) de ce taxon est Chloroscombrus chrysurus (Linnaeus, 1766).
L'espèce a été initialement classée dans le genre Scomber sous le protonyme Scomber chrysurus Linnaeus, 1766.
Ce taxon porte en français les noms vernaculaires ou normalisés suivants :
- Carangue (Togo) ;
- Carangue grasse (Martinique) ;
- Carangue médaille (Mauritanie) ;
- Petit carangue (Togo) ;
- Petite carangue (Sénégal) ;
- Plat plat (Mauritanie, Togo) ;
- Plateau (Caraïbes) ;
- Pot pot (Haïti) ;
- Sapater (France, Guadeloupe, Martinique) ;
- Sapatere (Martinique).

Chloroscombrus chrysurus a pour synonymes :
- Chloroscombrus caribbaeus Girard, 1858
- Chloroscombrus ectenurus Jordan & Osgood, 1897
- Chloroscombrus hesperius Fowler, 1906
- Micropterus chrysurus (Linnaeus, 1766)
- Micropteryx chrysurus (Linnaeus, 1766)
- Micropteryx cosmopolita (Cuvier, 1829)
- Scomber chloris Bloch, 1793
- Scomber chrysurus Linnaeus, 1766
- Seriola cosmopolita Cuvier, 1829

## Étymologie
Son épithète spécifique, chrysurus, dérive du grec ancien χρυσός, khrusós, « or », οὐρά, ourá, « queue », et fait référence à la couleur jaune-doré de sa nageoire caudale.

## Publication originale
- (la) C. Linnaeus, Systema naturae per regna tria naturae: secundum classes, ordines, genera, species, cum characteribus, differentiis, synonymis, locis. Ed. 12. 1., Regnum Animale. 1 & 2. Holmiae, [Stockholm], Laurentii Salvii. pp. 1-532, [1766] pp. 533-1327 [1767] (lire en ligne).

## Habitat
C'est une espèce qui vit souvent en bancs que l'on trouve surtout dans les eaux peu profondes (marines et estuariennes) et dans les lagunes bordées de mangroves. Peut émettre des grognements lorsqu'elle est capturée. Elle se reproduit probablement au printemps et en été le long des côtes ; les jeunes peuvent être trouvés bien au large, associés à des méduses.
L'espèce est classée parmi les espèces « Marines Estuarienne » (ME) dans la classification d'Albaret pour les poissons des milieux estuariens et lagunaires d'Afrique de l'Ouest et « Marine straggler » dans celle de Whitfield.

## Biologie
La taille (longueur totale) à première maturité pour cette espèce est de 12,4 cm et sa longueur maximale observée est de 65,0 cm, la taille la plus commune étant autour de 25,0 cm.
Il a été montré que C. chrysurus consomme des copépodes et des crustacés larvaires, y compris des luciférides, et que leur position intermédiaire dans le réseau trophique peut affecter la disponibilité de certaines espèces commerciales avec lesquelles elles sont en compétition trophique en contrôlant l'abondance d'organismes de niveaux trophiques inférieurs et supérieurs.
Bien que C. chrysurus ait une ouverture buccale supère, il nage à presque toutes les profondeurs et il est cité comme une ressource de pêche démersale. Cette espèce présente d'ailleurs un régime alimentaire plus généraliste que d'autres espèces ayant une configuration de bouche similaire.

## Pêche
L'espèce est généralement capturée à l'aide de chaluts et de sennes, ainsi qu'à la ligne et à l'hameçon. Le long des côtes nord de l'Amérique du Sud elle est principalement capturée par des chalutiers commerciaux spécialisés dans la pêche à la crevette. Bien qu'il n'y ait pas de pêche spécifique ni de statistiques de débarquements propres à cette espèce, elle est connue pour être commercialisée fraîche, salée et congelée, et elle est néanmoins considérée comme une prise de valeur.